# اوا بیرنرووا
اوا بیرنرووا (چکی: Eva Birnerová؛ زادهٔ ۱۴ اوت ۱۹۸۴) یک تنیس‌باز اهل جمهوری چک است.